# Rémi Sergio
Rémi Sergio (Marseille, 1 december 1987) is een Franse voetballer. Sergio is een verdediger, maar kan ook als offensieve middenvelder worden gebruikt. Sergio zit sinds januari 2010 zonder club nadat Sporting Charleroi zijn contract ontbond.

## Jeugdcarrière
- 2002-2007: Olympique de Marseille

## Profcarrière
| seizoen     | club               | land   | competitie         | wed. | goals |
| ----------- | ------------------ | ------ | ------------------ | ---- | ----- |
| 2007/2008   | Sporting Charleroi | België | Jupiler Pro League | 12   | 0     |
| 2008/2009   | Sporting Charleroi | België | Jupiler Pro League | 14   | 0     |
| 2009-jan.10 | Sporting Charleroi | België | Jupiler Pro League | 0    | 0     |
| Bijgewerkt  | 14-02-2010         |        |                    |      |       |